# Tibor Del Grosso
Tibor Del Grosso (Eelde, 27 juli 2003) is een Nederlandse wielrenner die uitkomt in het veldrijden en op de weg voor Alpecin-Deceuninck.

## Carrière
In 2021 zette bondscoach Marco van Bon de Nederlands kampioen en beste junior op het EK en de wereldranglijst Del Grosso uit de selectie voor de wereldkampioenschappen op de weg. De KNWU had vijf renners ingeschreven en dat was een meer dan toegelaten. Van Bon zou Del Grosso een vrije rol geven, maar nam dat iets te letterlijk, onder het mom dat de vier anderen ook eens een kans moesten krijgen.
In 2023 werd hij wereldkampioen in de gemengde estafette bij het veldrijden. In de jeugdcategorieën werd hij Nederlands kampioen op de weg en tijdrit, in het veld en in de bergen. In het veldseizoen 2023-2024 won hij vier van de zes wereldbekerwedstrijden voor beloften, en daarmee met een maximale score de wereldbeker voor beloften. Vervolgens werd hij wereldkampioen bij de beloften in het Tsjechische Tabor.
Op 1 februari 2025 werd hij opnieuw wereldkampioen.

## Palmares

### Wegwielrennen
2020
 Nederlands kampioenschap tijdrijden, junioren
2021
 Nederlands kampioen op de weg, junioren
 Nederlands kampioen tijdrijden, junioren
1e etappe La Ronde des Vallées
 La Ronde des Vallées
2e etappe (deel B) Internationale Junioren Driedaagse van Axel
 Internationale Junioren Driedaagse van Axel
2023
 Flanders Tomorrow Tour
2024
 Nederlands kampioen op de weg, beloften
Grote Prijs van New York City
Proloog Ronde van Opper-Oostenrijk
Puntenklassement Ronde van Opper-Oostenrijk
2025
2e etappe Ronde van Turkije

#### Resultaten in voornaamste wedstrijden
| Jaar | Dwars door Vlaanderen | Parijs-Tours |
| ---- | --------------------- | ------------ |
| 2024 |                       | 43e          |
| 2025 | 6e                    |              |

##### Resultaten in kleinere rondes
| Jaar | Parijs-Nice | Ronde van Catalonië |
| ---- | ----------- | ------------------- |
| 2025 | 81e         | opgave              |

### Veldrijden

#### Resultatentabel elite
| Seizoen   |    | WK | EK | NK |    | Klassementen | Klassementen | Klassementen | Klassementen | Klassementen |       | UCI- ranking |  | Podia | Podia | Podia | Aantal crossen |
| Seizoen   | WB | WK | EK | NK | SP | Trofee       | TOI          | Swiss        | Goud         | Zilver       | Brons | UCI- ranking |  |       |       |       | Aantal crossen |
| --------- | -- | -- | -- | -- | -- | ------------ | ------------ | ------------ | ------------ | ------------ | ----- | ------------ |  | ----- | ----- | ----- | -------------- |
| 2023-2024 |    | –  | –  | –  |    | 39e          | 24e          | –            | –            | –            |       | –            |  | –     | –     | -     | -              |
| 2024-2025 |    |    | ↑  |    |    |              |              |              |              |              | 1     | 1            |  | 2     |       |       |                |
| Totaal    |    | –  | –  | –  |    | –            | –            | –            | –            | –            | -     | –            |  | 1     | 1     | -     | 2              |

#### Podiumplaatsen elite
| Legenda                       |
| ----------------------------- |
| Wereldkampioenschappen        |
| Continentale kampioenschappen |
| Nationale kampioenschappen    |
| Wereldbeker                   |
| Superprestige                 |
| Trofee                        |
| Overige veldritten            |

| Nr.           | Seizoen       | Datum           | Veldrit                                  | Cat.          | Wedstrijdserie               |               |
| Overwinningen | Overwinningen | Overwinningen   | Overwinningen                            | Overwinningen | Overwinningen                | Overwinningen |
| ------------- | ------------- | --------------- | ---------------------------------------- | ------------- | ---------------------------- | ------------- |
| 1.            | 2024-2025     | 12 januari 2025 | Nederlandse kampioenschappen, Oisterwijk | CN            | Nederlandse kampioenschappen | [ 6 ]         |
| 2e plaatsen   |               |                 |                                          |               |                              |               |
| 1.            | 2024-2025     | 3 januari 2025  | Duinencross, Koksijde                    | C1            | X²O Badkamers Trofee         | [ 7 ]         |
| 3e plaatsen   |               |                 |                                          |               |                              |               |

- Wereldkampioen gemengde estafette 2023

#### Jeugd
2024-2025 Beloften
 Wereldbeker beloften Hulst
 X²O Badkamers Trofee Herentals
2023-2024 Beloften
 Wereldkampioen veldrijden beloften 2024
 Wereldbeker beloften Antwerpen, Dublin, Troyes, Hoogerheide en eindklassement
 Nederlands kampioen veldrijden 2024
2022-2023 Beloften
 Wereldkampioenschappen veldrijden beloften 2023
 Nederlands kampioen veldrijden 2023
 Wereldbeker beloften Besançon
 Wereldbeker beloften Benidorm en eindklassement
 Wereldbeker beloften Zonhoven
2019-2020 Junioren
 Nederlands kampioen veldrijden 2020
Azencross
Nacht van Woerden

### Mountainbiken
2022
 Nederlandse kampioen beloften
2021
 NK Junioren Spaarnwoude
2020
 NK Junioren Watersley

## Ploegen
- 2021 –  Streetjump Development Team
- 2022 –  Metec-Solarwatt p/b Mantel[8]
- 2023 –  Metec-Solarwatt p/b Mantel
- 2023 –  Alpecin-Deceuninck Development Team[1] (vanaf 10 januari)
- 2024 –  Alpecin-Deceuninck Development Team
- 2025 –  Alpecin-Deceuninck

Bayer · Boven · Debruyne · Dehairs · Del Grosso · Dillier · Gaze · Ghys · Glivar · Gogl · Groves · Hermans · Hollmann · Janssens · Kielich · Meurisse · Philipsen · Planckaert · Plowright · Price-Pejtersen · Rickaert · Riesebeek · Uhlig · Van Den Bossche · van der Poel · Van Tricht · Vergallito · Vermeersch